# Gira Déjà Vu
La Gira Déjà Vu (o El Show) fue una serie de conciertos realizados por el intérprete mexicano Luis Miguel para promocionar su sencillo "Deja Vu".

## Historia
Esta gira comenzó en Las Vegas con cuatro conciertos como parte de la celebración del grito de independencia de México. Luego se presentó en las siguientes ciudades: Phoenix, San Diego, Inglewood y Oakland para un total de nueve conciertos en Estados Unidos. Luego viaja a México para presentarse por primera vez en el Palenque de Guadalajara con cuatro shows.
En octubre regresa a Chile (Santiago y Viña del Mar), Argentina (Buenos Aires, Rosario, Córdoba, Mendoza, Tucumán y Posadas) y Paraguay para completar un total de 16 presentaciones en Sudamérica. El 31 de diciembre del 2014 realiza un concierto de fin de año en Monterrey. En enero de 2015 comienza su temporada de conciertos en México (Puebla, Ciudad de México, Xalapa, Ciudad del Carmen, Querétaro, Guadalajara, Morelia, León, San Luis Potosí, Monterrey, Torreón, Chihuahua, Ciudad Juárez, Hermosillo, Mexicali, Tijuana, Texcoco, Veracruz y Aguascalientes) para un total de 35 conciertos en dicho país.

## Lista de canciones
| \| N.º \| Título \| Duración \| \| |        |          |  |
| N.º                                | Título | Duración |  |

| \| N.º \| Título \| Duración \| \| |        |          |  |
| N.º                                | Título | Duración |  |

| \| N.º \| Título \| Duración \| \| \| 1. \| «Introducción (Trompeta) / ¿Quién Será?» \| \| \| \| 2. \| «Tú Solo Tú» \| \| \| \| 3. \| «Popurrí Pop» (Dame Tu Amor / Sol, Arena Y Mar / Suave) \| \| \| \| 4. \| «Amor, Amor, Amor» \| \| \| \| 5. \| «Que Tú Te Vas» \| \| \| \| 6. \| «Popurrí Boleros» (Todo y Nada / Sabor a Mi / Sin Ti) \| \| \| \| 7. \| «Popurrí Romances» (Por Debajo de la Mesa / La Gloria Eres Tú / Bésame Mucho) \| \| \| \| 8. \| «Popurrí Pop» (Pupilas de Gato / Alguien Como Tú) \| \| \| \| 9. \| «Popurrí Baladas» (Hoy el Aire Huele a Ti / Siento / Más / Sintiéndote Lejos) \| \| \| \| 10. \| «Esa Niña» \| \| \| \| 11. \| «Popurrí J.C. Calderón» (Amante del Amor / Más Allá de Todo / Fría Como el Viento / Tengo Todo Excepto a Ti / La Incondicional) \| \| \| \| 12. \| «Introducción (Saxofón) / Popurrí Baladas» (Yo Que No Vivo Sin Ti / Culpable o No) \| \| \| \| 13. \| «Interludio (Saxofón) / Hasta Que Me Olvides» \| \| \| \| 14. \| «Te Necesito» \| \| \| \| 15. \| «Y Sigo» \| \| \| \| 16. \| «Popurrí Pop» (Separados / 1+1 = Dos Enamorados / Directo al Corazón) \| \| \| \| 17. \| «Popurrí de Cierre» (Vuelve / Eres / Cómo Es Posible Que a Mi Lado / Será Que No Me Amas / Te Propongo Esta Noche) \| \| \| \| 18. \| «Popurrí Adolescentes» (Decídete / Los Muchachos de Hoy / Ahora Te Puedes Marchar / La Chica Del Bikini Azul / Isabel / Cuando Calienta el Sol (Solo en Rosario, Argentina)) \| \| \| \| 19. \| «Dejá Vú (Solo en Argentina y Paraguay)» \| \| \| \| 20. \| «Labios de Miel» \| \| \| | |          |  |
| N.º | Título | Duración |  |
| 1. | «Introducción (Trompeta) / ¿Quién Será?» |          |  |
| 2. | «Tú Solo Tú» |          |  |
| 3. | «Popurrí Pop» (Dame Tu Amor / Sol, Arena Y Mar / Suave) |          |  |
| 4. | «Amor, Amor, Amor» |          |  |
| 5. | «Que Tú Te Vas» |          |  |
| 6. | «Popurrí Boleros» (Todo y Nada / Sabor a Mi / Sin Ti) |          |  |
| 7. | «Popurrí Romances» (Por Debajo de la Mesa / La Gloria Eres Tú / Bésame Mucho)                                                                                                |          |  |
| 8. | «Popurrí Pop» (Pupilas de Gato / Alguien Como Tú) |          |  |
| 9. | «Popurrí Baladas» (Hoy el Aire Huele a Ti / Siento / Más / Sintiéndote Lejos)                                                                                                |          |  |
| 10. | «Esa Niña» |          |  |
| 11. | «Popurrí J.C. Calderón» (Amante del Amor / Más Allá de Todo / Fría Como el Viento / Tengo Todo Excepto a Ti / La Incondicional)                                              |          |  |
| 12. | «Introducción (Saxofón) / Popurrí Baladas» (Yo Que No Vivo Sin Ti / Culpable o No)                                                                                           |          |  |
| 13. | «Interludio (Saxofón) / Hasta Que Me Olvides» |          |  |
| 14. | «Te Necesito» |          |  |
| 15. | «Y Sigo» |          |  |
| 16. | «Popurrí Pop» (Separados / 1+1 = Dos Enamorados / Directo al Corazón) |          |  |
| 17. | «Popurrí de Cierre» (Vuelve / Eres / Cómo Es Posible Que a Mi Lado / Será Que No Me Amas / Te Propongo Esta Noche)                                                           |          |  |
| 18. | «Popurrí Adolescentes» (Decídete / Los Muchachos de Hoy / Ahora Te Puedes Marchar / La Chica Del Bikini Azul / Isabel / Cuando Calienta el Sol (Solo en Rosario, Argentina)) |          |  |
| 19. | «Dejá Vú (Solo en Argentina y Paraguay)» |          |  |
| 20. | «Labios de Miel» |          |  |

| \| N.º \| Título \| Duración \| \| |        |          |  |
| N.º                                | Título | Duración |  |

| \| N.º \| Título \| Duración \| \| |        |          |  |
| N.º                                | Título | Duración |  |

| \| N.º \| Título \| Duración \| \| |        |          |  |
| N.º                                | Título | Duración |  |

## Fechas de la gira
| Número | Fecha                    | Ciudad               | País                 | Recinto                                          |                      |
| Primera etapa (2014) | Primera etapa (2014)     | Primera etapa (2014) | Primera etapa (2014) | Primera etapa (2014)                             | Primera etapa (2014) |
| Norteamérica | Norteamérica             | Norteamérica         | Norteamérica         | Norteamérica                                     | Norteamérica         |
| --- | ------------------------ | -------------------- | -------------------- | ------------------------------------------------ | -------------------- |
| 1 | 12 de septiembre de 2014 | Las Vegas            | Estados Unidos       | The Colosseum at Caesars Palace                  |                      |
| 2 | 13 de septiembre de 2014 | Las Vegas            | Estados Unidos       | The Colosseum at Caesars Palace                  |                      |
| 3 | 14 de septiembre de 2014 | Las Vegas            | Estados Unidos       | The Colosseum at Caesars Palace                  |                      |
| 4 | 15 de septiembre de 2014 | Las Vegas            | Estados Unidos       | The Colosseum at Caesars Palace                  |                      |
| 5 | 17 de septiembre de 2014 | Phoenix              | Estados Unidos       | Comerica Theatre                                 |                      |
| 6 | 18 de septiembre de 2014 | San Diego            | Estados Unidos       | Viejas Arena                                     |                      |
| 7 | 19 de septiembre de 2014 | Inglewood            | Estados Unidos       | The Forum                                        |                      |
| 8 | 20 de septiembre de 2014 | Inglewood            | Estados Unidos       | The Forum                                        |                      |
| 9 | 21 de septiembre de 2014 | Oakland              | Estados Unidos       | Oracle Arena                                     |                      |
| 10 | 9 de octubre de 2014     | Guadalajara          | México               | Palenque                                         |                      |
| 11 | 10 de octubre de 2014    | Guadalajara          | México               | Palenque                                         |                      |
| 12 | 11 de octubre de 2014    | Guadalajara          | México               | Palenque                                         |                      |
| 13 | 12 de octubre de 2014    | Guadalajara          | México               | Palenque                                         |                      |
| Segunda etapa (2014) |                          |                      |                      |                                                  |                      |
| Sudamérica |                          |                      |                      |                                                  |                      |
| 14 | 15 de octubre de 2014    | Santiago             | Chile                | Movistar Arena                                   |                      |
| 15 | 16 de octubre de 2014    | Santiago             | Chile                | Movistar Arena                                   |                      |
| 16 | 17 de octubre de 2014    | Santiago             | Chile                | Movistar Arena                                   |                      |
| 17 | 18 de octubre de 2014    | Viña del Mar         | Chile                | Anfiteatro de la Quinta Vergara                  |                      |
| 18 | 21 de octubre de 2014    | Buenos Aires         | Argentina            | La Rural                                         |                      |
| 19 | 23 de octubre de 2014    | Buenos Aires         | Argentina            | Estadio G.E.B.A.                                 |                      |
| 20 | 24 de octubre de 2014    | Buenos Aires         | Argentina            | Estadio G.E.B.A.                                 |                      |
| 21 | 25 de octubre de 2014    | Buenos Aires         | Argentina            | Estadio G.E.B.A.                                 |                      |
| 22 | 26 de octubre de 2014    | Buenos Aires         | Argentina            | Estadio G.E.B.A.                                 |                      |
| 23 | 30 de octubre de 2014    | Córdoba              | Argentina            | Orfeo Superdomo                                  |                      |
| 24 | 31 de octubre de 2014    | Córdoba              | Argentina            | Orfeo Superdomo                                  |                      |
| 25 | 1 de noviembre de 2014   | Mendoza              | Argentina            | Arena Maipú                                      |                      |
| 26 | 2 de noviembre de 2014   | Rosario              | Argentina            | Metropolitano                                    |                      |
| 27 | 4 de noviembre de 2014   | Tucumán              | Argentina            | Estadio Club Atlético Central Córdoba de Tucumán |                      |
| 28 | 6 de noviembre de 2014   | Posadas              | Argentina            | Club Atlético Posadas                            |                      |
| 29 | 8 de noviembre de 2014   | Asunción             | Paraguay             | Jockey Club                                      |                      |
| Norteamérica |                          |                      |                      |                                                  |                      |
| 30 | 31 de diciembre de 2014  | Monterrey            | México               | Parque Fundidora                                 |                      |
| Tercera etapa (2015) |                          |                      |                      |                                                  |                      |
| Norteamérica |                          |                      |                      |                                                  |                      |
| 31 | 27 de enero de 2015      | Puebla               | México               | Auditorio siglo XXI                              |                      |
| 32 | 29 de enero de 2015      | Ciudad de México     | México               | Auditorio Nacional                               |                      |
| 33 | 30 de enero de 2015      | Ciudad de México     | México               | Auditorio Nacional                               |                      |
| 34 | 31 de enero de 2015      | Ciudad de México     | México               | Auditorio Nacional                               |                      |
| 35 | 1 de febrero de 2015     | Ciudad de México     | México               | Auditorio Nacional                               |                      |
| 36 | 4 de febrero de 2015     | Xalapa               | México               | Estadio Colon                                    |                      |
| 37 | 6 de febrero de 2015     | Ciudad del Carmen    | México               | Estadio Resurgimiento                            |                      |
| El concierto programado para el 7 de febrero en el Coliseo Yucatán de Mérida fue cancelado. |                          |                      |                      |                                                  |                      |
| 38 | 10 de febrero de 2015    | Querétaro            | México               | Auditorio Josefa Ortiz de Domínguez              |                      |
| 39 | 12 de febrero de 2015    | Ciudad de México     | México               | Auditorio Nacional                               |                      |
| 40 | 13 de febrero de 2015    | Ciudad de México     | México               | Auditorio Nacional                               |                      |
| 41 | 14 de febrero de 2015    | Ciudad de México     | México               | Auditorio Nacional                               |                      |
| 42 | 15 de febrero de 2015    | Ciudad de México     | México               | Auditorio Nacional                               |                      |
| 43 | 26 de febrero de 2015    | Ciudad de México     | México               | Auditorio Nacional                               |                      |
| 44 | 27 de febrero de 2015    | Ciudad de México     | México               | Auditorio Nacional                               |                      |
| 45 | 28 de febrero de 2015    | Ciudad de México     | México               | Auditorio Nacional                               |                      |
| 46 | 1 de marzo de 2015       | Ciudad de México     | México               | Auditorio Nacional                               |                      |
| 47 | 5 de marzo de 2015       | Guadalajara          | México               | Auditorio Telmex                                 |                      |
| 48 | 6 de marzo de 2015       | Morelia              | México               | Estadio Venustiano Carranza                      |                      |
| 49 | 7 de marzo de 2015       | León                 | México               | Poliforum León                                   |                      |
| 50 | 10 de marzo de 2015      | San Luis Potosí      | México               | El Domo                                          |                      |
| 51 | 12 de marzo de 2015      | Monterrey            | México               | Auditorio Banamex                                |                      |
| 52 | 13 de marzo de 2015      | Monterrey            | México               | Auditorio Banamex                                |                      |
| 53 | 14 de marzo de 2015      | Monterrey            | México               | Auditorio Banamex                                |                      |
| 54 | 17 de marzo de 2015      | Torreón              | México               | Coliseo Centenario                               |                      |
| 55 | 20 de marzo de 2015      | Chihuahua            | México               | ExpoChihuahua                                    |                      |
| 56 | 21 de marzo de 2015      | Ciudad Juárez        | México               | Estadio Juárez Vive                              |                      |
| 57 | 25 de marzo de 2015      | Hermosillo           | México               | Centro de Usos Múltiples (CUM)                   |                      |
| 58 | 27 de marzo de 2015      | Mexicali             | México               | Plaza de Toros Calafia                           |                      |
| 59 | 28 de marzo de 2015      | Tijuana              | México               | Plaza de toros Monumental                        |                      |
| 60 | 9 de abril de 2015       | Texcoco              | México               | Palenque                                         |                      |
| 61 | 10 de abril de 2015      | Texcoco              | México               | Palenque                                         |                      |
| 62 | 11 de abril de 2015      | Texcoco              | México               | Palenque                                         |                      |
| 63 | 12 de abril de 2015      | Veracruz             | México               | Macroplaza del Malecón                           |                      |
| 64 | 17 de abril de 2015      | Aguascalientes       | México               | Palenque                                         |                      |
| 65 | 18 de abril de 2015      | Aguascalientes       | México               | Palenque                                         |                      |
| Cuarta etapa (2015) |                          |                      |                      |                                                  |                      |
| Norteamérica |                          |                      |                      |                                                  |                      |
| 66 | 11 de septiembre de 2015 | Salt Lake City       | Estados Unidos       | USANA Amphitheatre                               |                      |
| 67 | 12 de septiembre de 2015 | Las Vegas            | Estados Unidos       | Mandalay Bay Events Center                       |                      |
| 68 | 13 de septiembre de 2015 | Anaheim              | Estados Unidos       | Honda Center                                     |                      |
| 69 | 15 de septiembre de 2015 | El Paso              | Estados Unidos       | Don Haskins Center                               |                      |
| 70 | 16 de septiembre de 2015 | Phoenix              | Estados Unidos       | Comerica Theatre                                 |                      |
| 71 | 18 de septiembre de 2015 | Indio                | Estados Unidos       | Fantasy Springs Resort Casino                    |                      |
| 72 | 19 de septiembre de 2015 | Reno                 | Estados Unidos       | Grand Sierra Resort                              |                      |
| 73 | 20 de septiembre de 2015 | San José             | Estados Unidos       | SAP Center                                       |                      |
| 74 | 11 de noviembre de 2015  | Puebla               | México               | Auditorio Metropolitano                          |                      |
| 75 | 12 de noviembre de 2015  | Monterrey            | México               | Auditorio Banamex                                |                      |
| 76 | 14 de noviembre de 2015  | Villa de Álvarez     | México               | Palenque                                         |                      |
| 77 | 15 de noviembre de 2015  | Puerto Vallarta      | México               | Centro Internacional de Convenciones             |                      |
| Los conciertos programados para los días 18, 19, 20 y 21 de noviembre de 2015 en el Auditorio Nacional de Ciudad de México fueron reprogramados para marzo 30, 1, 2 y 3 de abril de 2016 y luego cancelados. |                          |                      |                      |                                                  |                      |
| Sudamérica |                          |                      |                      |                                                  |                      |
| 78 | 25 de noviembre de 2015  | Córdoba              | Argentina            | Orfeo Superdomo                                  |                      |
| 79 | 27 de noviembre de 2015  | Buenos Aires         | Argentina            | Estadio G.E.B.A.                                 |                      |
| 80 | 28 de noviembre de 2015  | Buenos Aires         | Argentina            | Estadio G.E.B.A.                                 |                      |
| 81 | 30 de noviembre de 2015  | Santiago             | Chile                | Movistar Arena                                   |                      |
| 82 | 1 de diciembre de 2015   | Santiago             | Chile                | Movistar Arena                                   |                      |
| 83 | 2 de diciembre de 2015   | Viña del Mar         | Chile                | Anfiteatro de la Quinta Vergara                  |                      |
| 84 | 4 de diciembre de 2015   | Cali                 | Colombia             | Plaza de toros Cañaveralejo                      |                      |
| 85 | 5 de diciembre de 2015   | Bogotá               | Colombia             | Centro de Eventos Autopista Norte                |                      |
| 86 | 6 de diciembre de 2015   | Cartagena            | Colombia             | Centro de eventos Las Américas                   |                      |
| Norteamérica |                          |                      |                      |                                                  |                      |
| 87 | 10 de diciembre de 2015  | Miami                | Estados Unidos       | AmericanAirlines Arena                           |                      |
| 88 | 12 de diciembre de 2015  | Miami                | Estados Unidos       | AmericanAirlines Arena                           |                      |
| Los conciertos programados para los días 13, 14, 16, 17, 18 y 20 de diciembre de 2015 en Duluth, Charlotte, Fairfax, Boston, Nueva York y Rosemont fueron cancelados.                                        |                          |                      |                      |                                                  |                      |
| Total | 456 Días                 | 46 Ciudades          | 6 Países             | 51 Recintos                                      |                      |

## Premios y récords
- El 25 de octubre de 2014 recibió la placa recordatoria de la Declaratoria "Huésped de honor de la Ciudad de Buenos Aires" otorgada en 2008 por la Legislatura Porteña que no pudo ser entregada dicho año; Diploma y Medalla de Oro por récord de presentaciones en Buenos Aires (1982-2014).[49]
- El 11 de septiembre de 2015 es galardonado por "The Utah Office Of The Attorney General" con una placa de reconocimiento por todos sus años de música.[50]

## Banda
- Guitarra Eléctrica y Acústica: Todd Robinson
- Bajo: Lalo Carrillo
- Piano: Francisco Loyo
- Teclados: Salo Loyo
- Batería: Víctor Loyo
- Percusión: Tommy Aros
- Percusión: Armando Espinosa "Pinaca"
- Saxofón: Jeff Nathanson
- Trompeta: Ramón Flores
- Trompeta: Peter Olstad
- Trompeta: Brad Steinwehe
- Trombón: Alejandro Carballo "Alex"
- Coros: Kasia Sowinska (2014).
- Coros: Paula Peralta (2014-2015).